# Liste der irischen Abgeordneten zum EU-Parlament (1979–1984)
Die Liste der irischen Abgeordneten zum EU-Parlament (1979–1984) listet alle irischen Mitglieder des 1. Europäischen Parlaments nach der Europawahl in Irland 1979.

## Mandatsstärke der Parteien
- SOC: 4
- LD: 1
- CDI: 1
- EVP: 4
- EPD: 5

| Nationale Partei                | Mandate | Fraktion                                         |
| ------------------------------- | ------- | ------------------------------------------------ |
| Fianna Fáil (FF)                | 05      | Europäische Demokraten für den Fortschritt (EPD) |
| Fine Gael (FG)                  | 04      | Fraktion der Europäischen Volkspartei (EVP)      |
| Labour Party                    | 04      | Sozialdemokratische Fraktion (SOC)               |
| Independent Fianna Fáil (IFF)   | 01      | Technische Fraktion der Unabhängigen (CDI)       |
| Parteilose Abgeordnete (Unabh.) | 01      | Liberale und Demokratische Fraktion (LD)         |
| Gesamt                          | 15      |                                                  |

## Abgeordnete
| Bild | MEP                 | Lebens- daten | von              | bis               | Partei | Fraktion | Wahlkreis       | Anmerkungen                                                  |
| ---- | ------------------- | ------------- | ---------------- | ----------------- | ------ | -------- | --------------- | ------------------------------------------------------------ |
|      | Neil Blaney         | 1922–1995     | 17. Juli 1979    | 23. Juli 1984     | IFF    | CDI      | Connacht–Ulster |                                                              |
|      | Mark Clinton        | 1915–2001     | 17. Juli 1979    | 23. Juli 1984     | FG     | EVP      | Leinster        |                                                              |
|      | Frank Cluskey       | 1930–1989     | 1. Juli 1981     | 14. Dezember 1982 | Labour | SOC      | Dublin          | Nachgerückt für Michael O’Leary Nachrücker: Brendan Halligan |
|      | Jerry Cronin        | 1925–1990     | 17. Juli 1979    | 23. Mai 1984      | FF     | EPD      | Munster         | Nachrücker: keiner                                           |
|      | Noel Davern         | 1945–2013     | 17. Juli 1979    | 23. Juli 1984     | FF     | EPD      | Munster         |                                                              |
|      | Eileen Desmond      | 1932–2005     | 17. Juli 1979    | 30. Juni 1981     | Labour | SOC      | Munster         | Nachrücker: Seán Treacy                                      |
|      | Síle de Valera      | 1954          | 17. Juli 1979    | 23. Juli 1984     | FF     | EPD      | Dublin          |                                                              |
|      | Seán Flanagan       | 1922–1993     | 17. Juli 1979    | 23. Juli 1984     | FF     | EPD      | Connacht–Ulster |                                                              |
|      | Brendan Halligan    | 1936–2020     | 2. März 1982     | 23. Juli 1984     | Labour | SOC      | Dublin          | Nachgerückt für Frank Cluskey                                |
|      | John Horgan         | 1940          | 21. Oktober 1981 | 1. Januar 1983    | Labour | SOC      | Dublin          | Nachgerückt für John O’Connell Nachrücker: Flor O’Mahony     |
|      | Liam Kavanagh       | 1935–2021     | 17. Juli 1979    | 30. Juni 1981     | Labour | SOC      | Leinster        | Nachrücker: Séamus Pattison                                  |
|      | Justin Keating      | 1930–2009     | 8. Februar 1984  | 23. Juli 1984     | Labour | SOC      | Leinster        | Nachgerückt für Séamus Pattison                              |
|      | Patrick Lalor       | 1926–2016     | 17. Juli 1979    | 23. Juli 1984     | FF     | EPD      | Leinster        |                                                              |
|      | Thomas Joseph Maher | 1922–2002     | 17. Juli 1979    | 23. Juli 1984     | Unabh. | LD       | Munster         |                                                              |
|      | Joe McCartin        | 1939          | 17. Juli 1979    | 23. Juli 1984     | FG     | EVP      | Connacht–Ulster |                                                              |
|      | John O’Connell      | 1927–2013     | 17. Juli 1979    | 30. Juni 1981     | Labour | SOC      | Dublin          | Nachrücker: John Horgan                                      |
|      | Tom O’Donnell       | 1926–2020     | 17. Juli 1979    | 23. Juli 1984     | FG     | EVP      | Munster         |                                                              |
|      | Michael O’Leary     | 1936–2006     | 17. Juli 1979    | 30. Juni 1981     | Labour | SOC      | Dublin          | Nachrücker: Frank Cluskey                                    |
|      | Flor O’Mahony       | 1946–2023     | 2. März 1983     | 23. Juli 1984     | Labour | SOC      | Dublin          | Nachgerückt für John Horgan                                  |
|      | Séamus Pattison     | 1936–2018     | 9. Juli 1981     | 15. Dezember 1983 | Labour | SOC      | Leinster        | Nachgerückt für Liam Kavanagh Nachrücker: Justin Keating     |
|      | Richie Ryan         | 1929–2019     | 17. Juli 1979    | 23. Juli 1984     | FG     | EVP      | Dublin          |                                                              |
|      | Seán Treacy         | 1923–2018     | 7. Juli 1981     | 23. Juli 1984     | Labour | SOC      | Munster         | Nachgerückt für Eileen Desmond                               |